# Operação Anubis
A Operação Anubis (em castelhano:  Operación Anubis) ou a Batalha pela Catalunha foi uma operação de grande envergadura levada a cabo pela polícia espanhola para impedir a realização do Referendo sobre a independência da Catalunha em 2017 em 1 de outubro de 2017.

A operação foi iniciada em 20 de setembro de 2017 e nela foram envolvidos contingentes da Polícia Nacional e da Guarda Civil, enviados de diversas partes da Espanha para a Catalunha. Estas forças policiais encerraram assembleias de voto, confiscaram boletins e urnas de voto, impediram os eleitores de entrar nos locais de votação, ocuparam o centro de telecomunicações e tecnologia da informação do governo catalão (impedindo o sufrágio a distância e a contagem dos votos do plebiscito).
Durante a sua atuação no terreno, prenderam 14 funcionários catalães, implicados na implementação do referendo, além de fazerem cargas policiais e usaram gases lacrimógenos contra a população, causando centenas de feridos. 

 No período posterior a dívida pública chegou a 98% do pib.

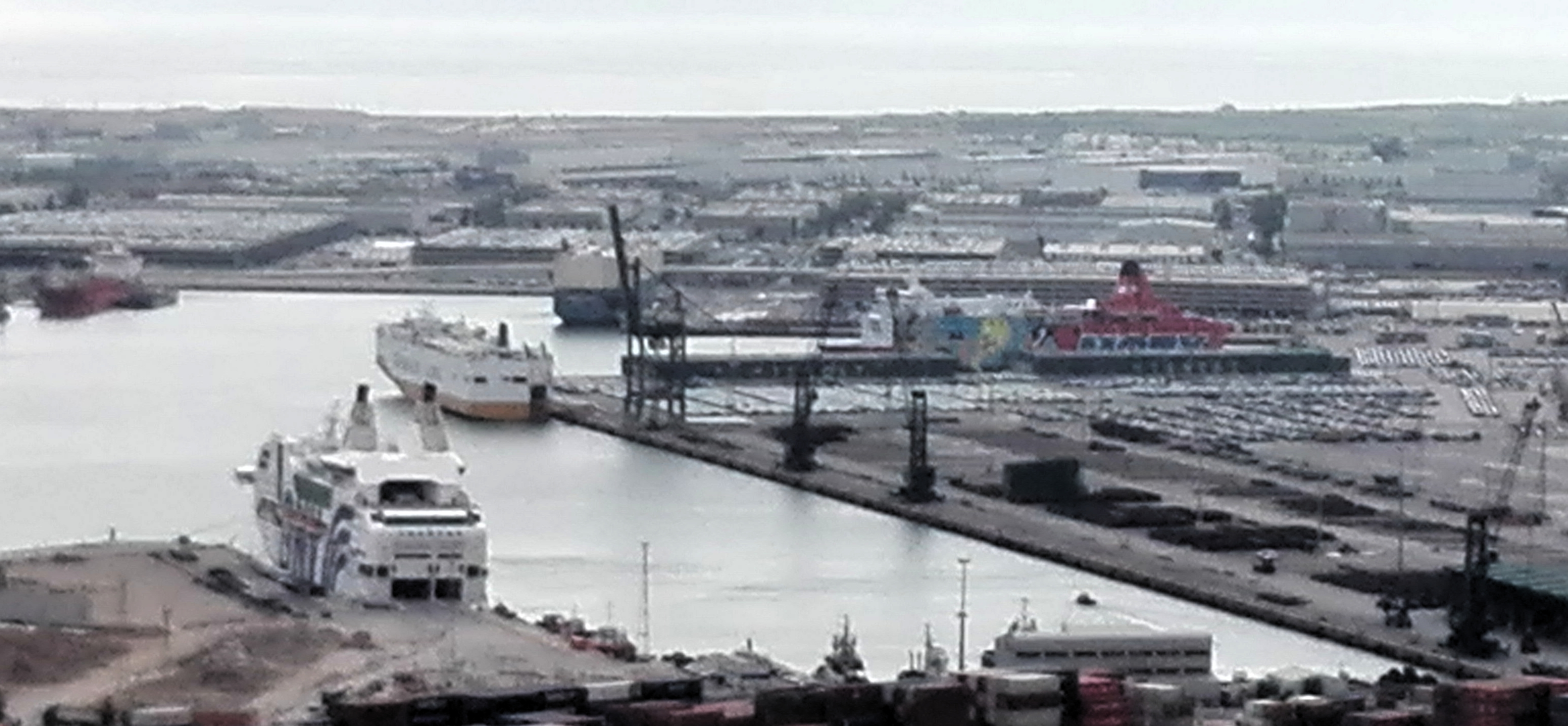
Os dois navios deslocados para o Porto de Barcelona com capacidade para alojar 6 000 polícias
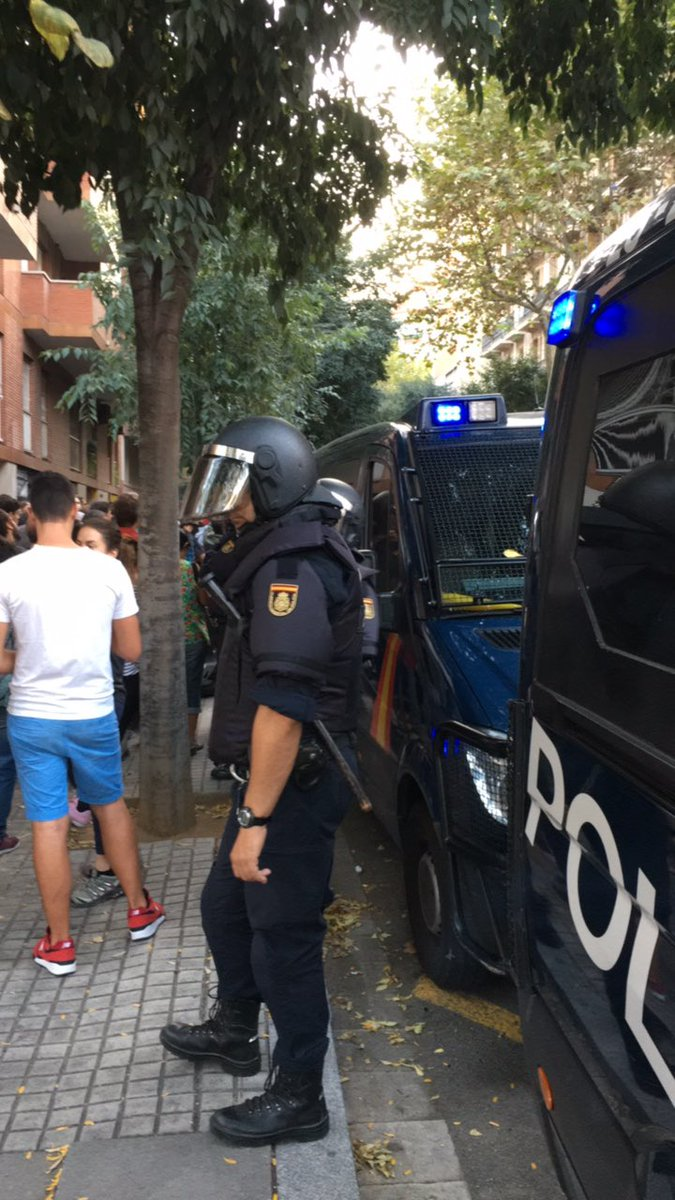
A polícia espanhola em ação
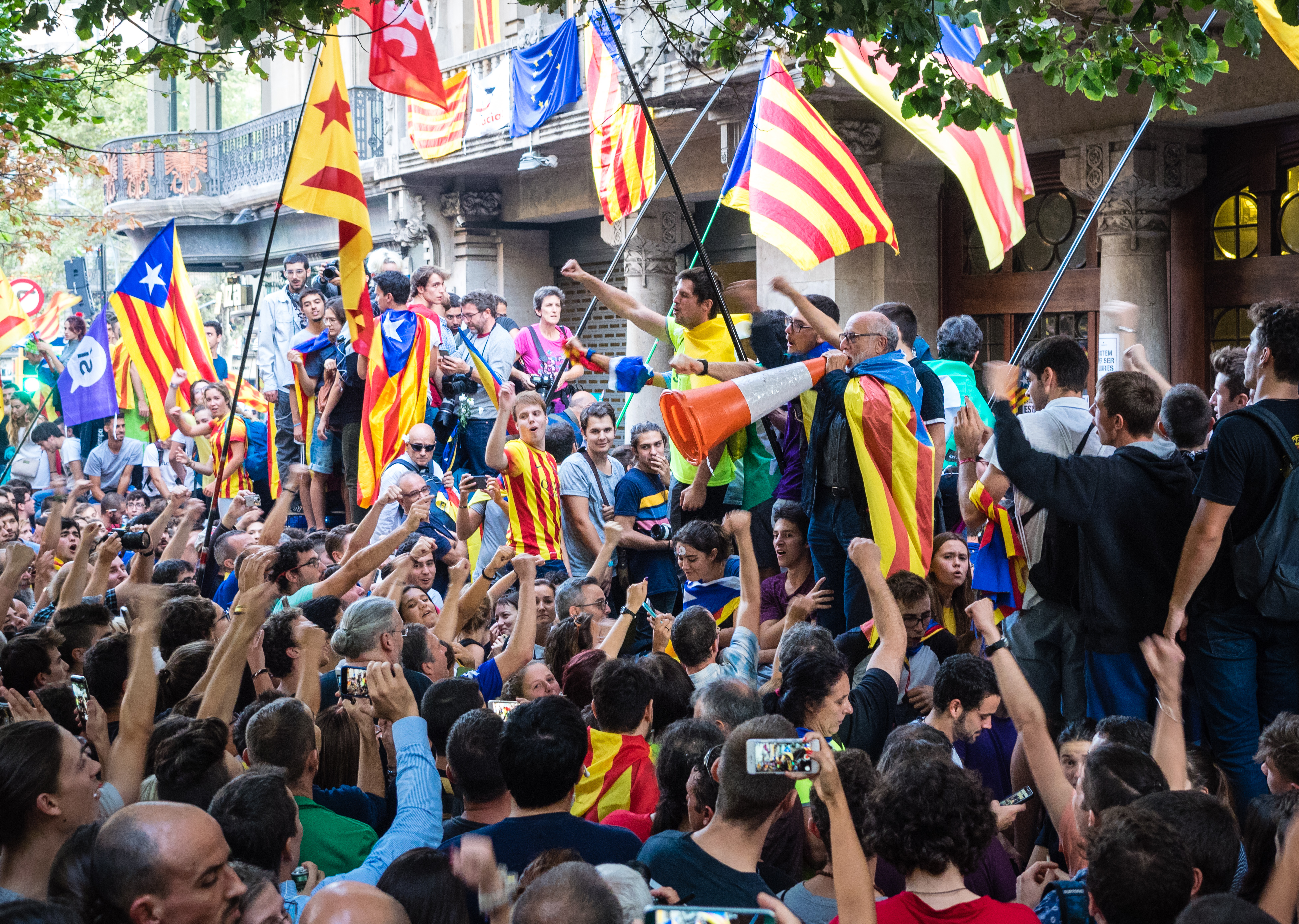
Protesto popular catalão